# 샤를 말리크

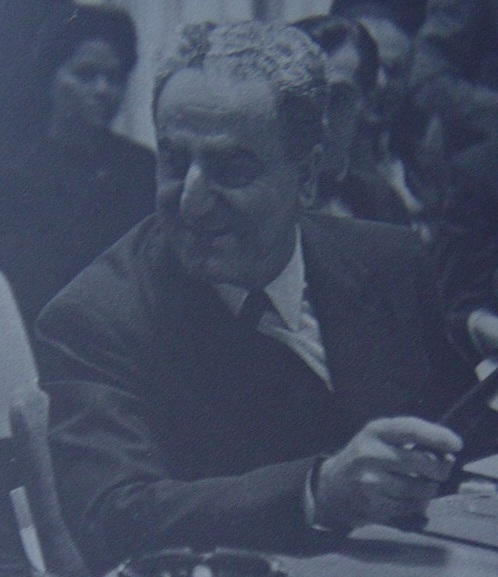
샤를 말리크

샤를 하비브 말리크(1906년 2월 11일 ~ 1987년 12월 28일, 프랑스어: Charles Habib Malik, 아랍어: شارل مالك)는 레바논의 정치인, 외교관이자 철학자이다. 레바논 내각에서 교육예술부 장관, 외교이민부 장관을 역임했으며 유엔 주재 레바논 대사, 유엔 인권 위원회 의장, 유엔 총회 의장을 역임했다. 또한 1948년에 제정된 세계 인권 선언의 초안 작성 과정에 참여했다.

## 출생과 교육
샤를 말리크는 오스만 제국의 지배를 받고 있던 레바논 브투람에서 하비브 말리크와 자리파 카람 부부의 아들로 태어났다. 말리크는 레바논의 작가인 파라 안툰의 증조부이기도 하다. 말리크는 현재의 트리폴리에 위치한 트리폴리 복음 학교를 졸업했고 베이루트 아메리칸 대학교에서 수학과 물리학 학위를 받았다.
1929년에 이집트 카이로로 이주하면서 철학에 관심을 갖게 되었고 미국 하버드 대학교에서 알프레드 노스 화이트헤드의 가르침을 받게 된다. 1932년에는 독일 프라이부르크 대학교에서 마르틴 하이데거의 가르침을 받았지만 그의 독일 체류 기간은 짧았다. 그 이유는 말리크가 국가사회주의 독일 노동자당(나치당)의 정책이 불리하다는 것을 알게 되었기 때문이다. 1933년에 독일에서 나치당이 집권하자 말리크는 독일을 떠나게 된다.
1937년에는 하버드 대학교에서 철학 박사 학위를 받았는데 말리크의 논문은 화이트헤드와 하이데거의 철학에서 형이상학을 기초로 한다. 이 때부터 그는 미국의 다른 대학 뿐만 아니라 하버드 대학교에서도 교수로 근무했다. 말리크는 레바논으로 귀국한 이후에 베이루트 아메리칸 대학교에 철학과를 설립하고 문화 연구 프로그램(문명 시퀀스 프로그램, 현재의 문명 연구 프로그램)을 설립했다. 그는 1945년에 미국과 유엔 주재 레바논 대사로 임명될 때까지 해당 직위에 머물렀다.

## 유엔에서의 활동
말리크는 1945년에 유엔 설립의 계기가 된 샌프란시스코 회의에서 레바논 대표로 참석했다. 1947년부터 1948년까지 유엔 인권 위원회 조사 위원, 유엔 경제 사회 이사회 의장을 역임했다. 1948년에는 세계 인권 선언의 초안을 작성한 8명의 대표자들 가운데 한 사람이 되었다. 그는 초안 작성 과정에서 중국의 철학자인 장펑춘 부의장과 경쟁을 벌였다. 말리크는 처음에 선언문의 지적 기반을 뒤집었으나 나중에 장펑춘이 제시한 종교의 자유에 대한 관점을 인정했다. 그는 폐막과 감사 연설에서 엘리너 루스벨트 의장을 포함한 다른 사람들을 언급하지 않고 경쟁자를 지목했다. 말리크는 루스벨트의 뒤를 이어 인권 위원회 의장이 되었다.
말리크는 1955년까지 미국과 유엔 주재 레바논 대사로 근무했다. 그는 유엔 총회의 토론에 거침없이 참여했고 종종 소련을 비판했다. 1958년에 유엔 총회의 제13차 회의를 주재하기 위해 미국으로 돌아왔다.

## 레바논 내각에서의 역할
말리크는 1956년부터 1958년까지 레바논 외교부 장관을 역임했으며 1956년부터 1957년까지 레바논 국가교육예술부 장관을 역임했다. 1957년에는 레바논 국민의회 의원으로 선출되어 3년 동안 재직했다.
레바논 내전에서 말리크는 기독교의 대의를 방어하기 위해 레바논에 자유와 인간을 위한 전선을 설립하는 데에 도움을 주었다. 이 단체는 나중에 레바논 전선으로 이름을 바꿨다. 그리스 정교회 신자였던 그는 카타이브의 설립자인 피에르 제마옐, 레바논의 전직 대통령이자 국민자유당의 지도자 카밀 샤문을 포함한 전선의 최고 지도자들 가운데 유일한 비마론파였다. 말리크는 다른 정치인들로부터 강한 전선의 두뇌로 널리 여겨졌다.
말리크는 또한 고해성사를 통해 성공적으로 도달한 신학자로서 주목을 받았으며 그의 동료 동방 정교회 신자들, 로마 가톨릭교회 신자들, 그리고 복음주의자들 모두에게 호소했다. 성경과 초기 교회 교부들의 저술에 대한 수많은 논평의 저자인 말리크는 복음주의 계열에서 널리 알려진 그 시대의 몇 안 되는 정교회 신학자들 가운데 한 명이기도 했다. 복음주의 지도자인 빌 브라이트는 그에 대한 좋은 평가를 내리고 인용했다. 말리크는 1967년부터 1971년까지 세계 기독교 교육 위원회의 회장을 역임했고 1966년부터 1971년까지 연합 성경 협회의 부회장을 지냈다.
말리크는 또한 레바논의 외교관이자 철학자 카림 아즈쿨과 함께 일한 것으로 유명하다. 탈식민주의 시대의 창시자인 에드워드 사이드는 결혼을 통해 말리크와의 인연을 형성했다. 그는 1948년 12월에 열린 유엔 총회에서 레바논을 다음과 같이 묘사했다.
"우리 나라(레바논)의 수 세기 동안의 역사는 바로 진정한 사상과 양심의 자유를 유지하고 강화하기 위해 모든 역경과 싸우고 있는 작은 나라의 역사입니다. 박해받는 수많은 소수 민족들이 우리 나라에서 가장 이해할 수 있는 피난처를 발견했기 때문에 우리가 존재하는 근본은 의견과 신념의 차이를 완전히 존중하는 것입니다."

## 교수 경력
말리크는 1960년에 교수로 복귀했다. 그는 광범위하게 여러 곳을 여행했고 인권과 다른 주제들에 대한 강의를 진행했다. 말리크는 하버드 대학교, 아메리칸 대학교, 다트머스 대학교, 노터데임 대학교를 포함한 미국의 많은 대학교에서 교수직을 역임했고 1962년부터 1976년까지 베이루트 아메리칸 대학교에서 철학 교수로 근무했다.
1980년부터 1983년에 퇴직할 때까지 미국 가톨릭 대학교 교수로 근무하면서 자크 마리탱이 제시한 도덕 및 정치 철학에 대한 강의를 진행했다. 1980년에는 캐나다 워털루 대학교에서 파스칼 강사로 근무하기도 했다.

## 죽음
말리크는 1987년 12월 28일에 레바논 베이루트에 위치한 메이요 클리닉에서 심장 도뇨관 수술을 받은 지 2년 만에 지속된 빈혈에 따른 신부전으로 인한 합병증으로 사망했다. 그의 아들인 하비브 말리크는 레바논의 사상사 전문가, 레바논 아메리칸 대학교 인문학과 부교수, 인권 운동가로 활동했다.
말리크의 아버지인 람지 하비브 말리크는 레바논의 로마 가톨릭교회 신부인데 유대인들이 기독교인들의 형제라는 믿음 뿐만 아니라 유대인들과의 기독교적인 화해의 대의를 위해 지칠 줄 모르는 노력을 했다. 말리크의 개인 논문은 그의 개인 논문과 책 200여 권이 보관되어 있는 레바논 노터데임 루아이즈 대학교, 미국 워싱턴 D.C.에 위치한 의회도서관에 설치된 44m 높이의 특별 선반에 각각 소장되어 있다.